# 横浜熱闘倶楽部
横浜熱闘倶楽部（よこはまねっとうくらぶ）は、横浜市に本拠地を置くプロスポーツクラブであるJリーグの横浜マリノス（現・横浜F・マリノス）と横浜フリューゲルス、そしてプロ野球の横浜ベイスターズ（現・横浜DeNAベイスターズ）の3チームを応援し、これからを担う子供たちの夢と感動を与え、また市民の連帯感と活性化、スポーツ文化の発展を目指すことを目的として、1995年に横浜市内の各界各層により結成された。命名者は当時の横浜市長、高秀秀信。
1998年にフリューゲルスがマリノスに吸収合併され消滅したため、1999 - 2000年はベイスターズとF・マリノスの2チームを対象としていた。その後、横浜FCがJリーグ2部(J2)に昇格したので2001年からは再び3チームを対象とすることになった。2012年にはプロバスケットボール・Bリーグ（当時はbjリーグ）の横浜ビー・コルセアーズも加わり4チームが対象となった。
なお2014年からJ3リーグに加盟し、横浜第3のJリーグチームとなったY.S.C.C.横浜は下記再編まで参加しなかった。
2020年10月3日に、市内スポーツチーム11団体で構成される「横浜スポーツパートナーズ」に再編されることが発表された。

## イベント
- 冊子「S・PORT（エスポート）よこはま」発行
- 「半券でGO!!」キャンペーン: ベイスターズ戦と横浜FC、F・マリノス戦の試合チケット（横浜市内で行われる試合のみ）を1枚のチケットで相互に観戦できるようにする企画（市外の人も参加できる）
- 横浜熱闘V3デークイズ:「横浜熱闘V3デー対象日」（3チームがそろって試合をする日）の勝敗予想。結果に応じて賞品をプレゼント。2008年に、それまで行われていた「横浜熱闘V3デー」[3]に代わって行われ、公式サイトから市民のみが応募できる企画となった。
- 区民招待試合デー
- 市民招待試合デー
- 野球・サッカーの体験教室

## 横浜スポーツパートナーズ参加チーム
2022年2月現在
- 横浜DeNAベイスターズ
- 日体大SMG横浜
- ニッパツ横浜FCシーガルズ
- Y.S.C.C.（フットサル）
- 横浜FC
- 横浜F・マリノス
- Y.S.C.C.（サッカー）
- 横浜ビー・コルセアーズ
- 横浜エクセレンス
- 横浜GRITS
- 日立サンディーバ
- YOKOHAMA TKM
- 横浜キヤノンイーグルス

## その他の関連項
- Jリーグ百年構想
- 川崎市ホームタウンスポーツ推進パートナー
- トップス広島
- P3 HIROSHIMA
- 神戸アスリートタウン構想
- 香川プロスポーツクラブ連絡協議会
- 北海道スポーツネットワーク会議
- プライドドリームス埼玉